# الجميمة (إب)

تعديل مصدري - تعديل

الجميمة هي إحدى قرى عزلة جبل معود بمديرية إب التابعة لمحافظة إب، بلغ تعداد سكانها 319 نسمة حسب تعداد اليمن لعام 2004.